# Emil Reil
Emil Reil (20. května 1879 Hostinné – 29. ledna 1946 Altersbach bei Schmalkalden) byl československý politik německé národnosti a meziválečný senátor Národního shromáždění ČSR za Německou křesťansko sociální stranu lidovou, později za Sudetoněmeckou stranu.

## Biografie
Původním povoláním byl malířem pokojů, pak se zapojil do veřejného a politického života. V letech 1906–1925 vydával v Hostinném týdeník Volksbote. Po první světové válce se přidal k Německé křesťansko sociální straně lidové. Byl jejím krajským tajemníkem, zasedal v obecním zastupitelstvu a vykonával funkci náměstka starosty.
Později byl starostou Hostinného. Starostenský post získal po komunálních volbách z 27. září 1931. Byl kandidátem za Německou křesťansko sociální stranu lidovou.
Po parlamentních volbách v roce 1929 získal senátorské křeslo v Národním shromáždění za německé křesťanské sociály. Mandát ale nabyl až dodatečně v červenci 1932 jako náhradník poté, co byl zbaven svého křesla senátor Wilhelm Medinger. Mandát obhájil za německé křesťanské sociály v parlamentních volbách v roce 1935. V březnu 1938, když Německá křesťansko sociální strana lidová splynula s SdP, přešel do senátorského klubu Sudetoněmecké strany. V senátu setrval do října 1938, kdy jeho mandát zanikl v souvislosti se změnami hranic Československa.
Zemřel v důsledku vysídlení Němců z Československa v sovětské okupační zóně Německa v lednu 1946 ve městě Altersbach bei Schmalkalden.